# Горгіпп
Горгіпп (*Gorgippos , д/н — 349/347 до н.е.) — цар-співволодар Боспору в азійській частині в 390/389 до н. е. —349/347 до н.е..

## Життєпис
Походив з династії Спартокідів. Син архонта Сатіра I. Втім висувалася теорія, за якою Горгипп лише за материнською лінією належав до Спартокідів. Втім більшість дослідників впенена, що Горгипп був сином Сатіра, після смерті якого між 390 і 389 роками до н. е. розділив владу з братом Левконом I.
Джерела стосовно Горгиппа нечисленні. Насамперед «Стратегеми» Полієна, який, оповідаючи про закінчення війни Боспора з меотською коаліцією, очолюваної племен язаматамів (іксоматамів), повідомляє про те, що після смерті Сатіра I, Горгипп, «успадковувати престол, сам з'явився до Тіргатао (очільниці іксоматамів) з проханнями і багатющими дарами і тим самим припинив війну». Також наративние свідоцтво міститься в промові Дінарха проти Демосфена, який звинувачув останнього в тому, що за його розпорядженням у Афінах були встановлені мідні статуї «тиранів з Понта»: Перісада, Сатіра і Горгиппа.
Натепер більшість вчених впевнені, що шляхом укладання шлюбу Горгипп породочався з сіндами, одружившись з донькою Гекатея і Тіргатао, приєднавши область Сіндіку до Боспорського царства. З огляду на обставини став намісником Сіндики, отримавши титул царя і співолодаря Левкона I. Став засновником міста Горгіппія.
З огляду на діяльність брата в Криму, Горгипп фактично заснував династію правителів Сіндіки. Сам панував при своїх небожах Спартоку II і Перісаді I. Помер близько 347 року до н. е.

## Родина
Дружина — царівна з сіндів
Діти:
- Комосарія, дружина Перісада I
- Горгіпп